# Le Cuisinier impérial
Le Cuisiner impérial d’André Viard (J.-N. Barba, Paris, 1806) est une encyclopédie culinaire qui a eu au moins trente-deux éditions pendant sa carrière de référence de base pour le cuisinier professionnel français.
À partir de la neuvième édition (1817), son titre est devenu Le Cuisinier royal et à partir de la vingt-deuxième édition (1852), Le Cuisinier national.